# Exosoma nigricorne
Exosoma nigricorne es una especie de insecto coleóptero de la familia Chrysomelidae.
Fue descrita científicamente en 1902 por Weise.